# Aéroport de Semeï
L’aéroport de Semeï ou aéroport de Semipalatinsk ( аэропорт Семей) (code IATA : PLX • code OACI : UASS) est un aéroport desservant la ville de Semeï, au Kazakhstan.

## Situation
| \| 100 km1:25 028 000 \| Turkestan Aktaou Aktioubé Almaty Astana Atyraw Balkhach Chimkent Jezkazgan Kökşetaw Kostanaï Kyzylorda Öskemen Ourdchar Oucharal Oural Pavlodar Petropavl Sary-Arka Semeï Taldykourgan Taraz |
| 100 km1:25 028 000 |

## Compagnies et destinations

### Passagers
| Compagnies | Destinations                           |
| ---------- | -------------------------------------- |
| SCAT       | Almaty, Noursoultan, Öskemen, Ourdchar |
| Qazaq Air  | Almaty, Noursoultan                    |

Édité le 04/03/2018